# Maksim Woronin
Maksim Woronin, ros. Максим Воронин (ur. 20 października 1979) – rosyjski hokeista.

## Kariera
- Krylja Sowietow 2 Moskwa (1995-1998)
- Krylja Sowietow Moskwa (1997/1998)
- STS Sanok (1998-1999)
- Mietałłurg Sierow (1999/2000)

Został obrońcą hokejowym. W barwach polskiego zespołu STS Sanok występował w lidze polskiej edycji 1998/1999.

## Osiągnięcia
Indywidualne
- I liga polska w hokeju na lodzie (1998/1999)[4]:
  - Pierwsze miejsce w klasyfikacji strzelców w fazie play-off w drużynie STS: 4 gole
  - Pierwsze miejsce w klasyfikacji kanadyjskiej w fazie play-off w drużynie STS: 7 punktów